# Casa al carrer Vall, 5 (Canet de Mar)
La Casa al carrer Vall, 5 és una obra de Canet de Mar (Maresme) protegida com a Bé Cultural d'Interès Local.

## Descripció
Edifici de planta baixa i dues més. Destaquen els treballs del ferro al balcó -primer pis- i finestres -segon pis-, a part d'uns relleus amb terra cuita ambdues plantes. Es juga amb els elements i, mentre al primer pis les terracotes estan verticals, al segon estan horitzontals. La façana està coronada per una cornisa i balustrada.